# Karl-Heinz Clasen
Karl-Heinz Clasen (* 9. Juli 1893 in Remscheid; † 16. April 1979 in Mettmann) war ein deutscher Kunsthistoriker.

## Leben und Wirken
Karl-Heinz Clasen entstammte einer Fabrikantenfamilie. 1913 legte er in Düsseldorf sein Abitur ab und begann noch im selten Jahr ein Studium der Kunstgeschichte und Architektur an den München, Berlin und Kiel. Das bis 1921 dauernde Studium wurde 1914 bis 1918 von der Teilnahme am Ersten Weltkrieg unterbrochen. Mit der Dissertationsschrift Wehrbau und Kirchenbau des Mittelalters wurde Clasen 1921 an der Universität Kiel promoviert, 1923 folgte an der Universität Königsberg die Habilitation mit der Arbeit Der Hochmeisterpalast der Marienburg. Noch im selben Jahr wurde er Privatdozent in Königsberg, von 1930 bis 1938 war er dort außerplanmäßiger außerordentlicher Professor, 1939 außerordentlicher Professor. Zum 1. Mai 1937 war er der NSDAP beigetreten (Mitgliedsnummer 4.926.519).
1940 wurde Clasen als ordentlicher Professor an die Universität Rostock berufen, aber schon kurz darauf freigestellt, um den Aufbau eines Lehrstuhls für Kunstgeschichte an der Reichsuniversität Posen zu leiten. Dennoch leitete er von 1940 bis 1945 das kunsthistorische Institut in Rostock. 1940 gehörte er auch zur Behörde der Generaltreuhänders für die Sicherstellung deutschen Kulturgutes in den ehemals polnischen Gebieten, unter deren Deckmantel die SS in den besetzten polnischen Gebieten Kunstraub betrieb. 1942/43 vertrat er den Lehrstuhl an der Universität Greifswald und war von 1942 bis 1945 Beauftragter für die Denkmale in Mecklenburg. Gegen Ende des Zweiten Weltkriegs wurde Clasen 1945 in den Volkssturm einberufen.
Noch 1945 wurde Clasen als NSDAP-Mitglied aus dem Hochschuldienst entlassen. Ab 1946 hatte er wieder besoldete Lehraufträge inne, wurde 1949 Lehrstuhlvertreter für Kunstwissenschaft und 1950 Professor mit vollem Lehrauftrag für mittelalterliche und neuere Kunstgeschichte in Greifswald. 1949 wurde er auch zunächst kommissarischer, später ordentlicher Leiter des Caspar-David-Friedrich-Instituts der Greifswalder Universität. Als Gastprofessor lehrte er auch an der Humboldt-Universität zu Berlin. 1951 gehörte er zu den Mitbegründern der Deutschen Bauakademie in Berlin, zu deren Mitgliedern er auch gehörte. Clasen gehörte auch zu den Mitgliedern der Burgenkommission der DDR. 1968 wurde ihm der Vaterländische Verdienstorden in Silber verliehen.
1974 siedelte er nach Westdeutschland über.

## Schriften
- Die Deutschordensburg Lochstedt, Gräfe und Unzer Verlag, Königsberg 1927.
- Marienburg und Marienwerder, DKV, Berlin 1931.
- Baukunst des Mittelalters: 2. Die Gothische Baukunst, Athenaion, Potsdam 1931.
- Kloster Maulbronn, Fotos von Helga Schmidt-Glassner, Langewiesche, Königstein im Taunus 1950.
- „Die Schönen Madonnen“. Ihr Meister u. seine Nachfolger, Langewiesche, Königstein im Taunus 1951.
- Die Baukunst an der Ostseeküste zwischen Elbe und Oder, Sachsenverlag, Dresden 1955 LN 429-345/33/54
- Deutsche Gewölbe der Spätgotik, Henschel, Berlin 1958 (Schriften des Instituts für Theorie und Geschichte der Baukunst).
- Der Meister der schönen Madonnen. Herkunft, Entfaltung und Umkreis, de Gruyter, Berlin-New York 1974 ISBN 3-11-003944-3.